# Sālūr
Sālūr (teluga: సాలూరు) är en ort i Indien.   Den ligger i distriktet Vizianagaram District och delstaten Andhra Pradesh, i den centrala delen av landet, 1 300 km sydost om huvudstaden New Delhi. Sālūr ligger 160 meter över havet och antalet invånare är 50 206.
Terrängen runt Sālūr är kuperad norrut, men söderut är den platt. Runt Sālūr är det ganska tätbefolkat, med 248 invånare per kvadratkilometer. Närmaste större samhälle är Bobbili, 17,4 km öster om Sālūr. Omgivningarna runt Sālūr är en mosaik av jordbruksmark och naturlig växtlighet.